# زوفیا پرچینسکا
زوفیا پرچینسکا (لهستانی: Zofia Perczyńska؛ ‏۱ ژانویه ۱۹۲۸–۶ اکتبر ۲۰۱۷) بازیگر اهل لهستان بود.
از فیلم‌ها یا مجموعه‌های تلویزیونی که وی در آن‌ها نقش داشته‌است، می‌توان به سرنوشت‌های لهستانی، خانه کشیش، در خوشی و سختی، خط تأخیر، خانواده واپسین و به خانه برو، ایرنا! اشاره نمود.